# Musical Freedom
Musical Freedom — нидерландский лейбл звукозаписи, созданный диджеем и музыкальным продюсером Tiësto в 2009 году.

## История
Лейбл был создан в августе 2009 года, когда Tiësto продал часть своей доли в Black Hole Recordings. После этого он объявил о создании своего собственного лейбла — Musical Freedom в сотрудничестве с независимым лейблом Play It Again.

## Артисты
| - 3LAU - Abel Ramos - Albert Neve - Alex Balog - Alpharock - Alvaro - Baggi Begovic - Bassjackers - Blasterjaxx - Bobby Puma - Borgeous - Carnage - Chocolate Puma - CID - Curbi - Dada Life - DallasK - Danny Ávila - Dimitri Vegas & Like Mike - Don Diablo - DubVision - DVBBS - Dyro - Dzeko & Torres - Ephwurd - Firebeatz - FTampa - GTA - Hardwell - Henry Fong - HIIO - J-Trick - Jauz - Jetfire - Jewelz & Sparks - John Christian - Justin Prime | - Kenneth G - Konih - KSHMR - KURA - Lucky Charmes - Maestro Harrell - Martin Garrix - Mike Williams - Moska - MOTi - Nari & Milani - Nicky Romero - Oliver Heldens - Quintino - R3hab - Riggi & Piros - Sander van Doorn - Sandro Silva - Sidney Samson - Sigma - Sikdope - Showtek - Sultan + Ned Shepard - Sunnery James & Ryan Marciano - The Chainsmokers - Thomas Newson - Tiësto - Tommy Trash - Tony Junior - Twoloud - Ummet Ozcan - Vassy - Vida - W&W - ZAXX |